# Província de Iwami
Iwami (石見国, Iwami no kuni) foi uma antiga província do Japão  na área correspondente à parte oeste da prefeitura de Shimane. Iwami fazia fronteira com as províncias de Aki, Bingo, Izumo, Nagato e Suō.

Mapa das províncias japonesas (1868) com a província de Iwami em destaque

NoPeríodo Heian (794-1192) a capital se localizava na atual Hamada. No Período Kamakura (1192-1333) o clã Masuda pertenceu ao clã Minamoto (Genji) e conquistou Iwami. Durante o Período Muromachi e o Período Sengoku, as batalhas ocorridas na província foram ferozes.
A princípio, o clã Masuda se aliou ao vizinho clã Ouchi, mas depois os Masuda passaram para o lado do clã Mouri da vizinha Aki.
Antes do Período Sengoku, os senhores feudais eram mais independentes do xogunato.